# 横山タカ子
横山 タカ子（よこやま タカこ）は、日本の料理研究家。

## 来歴
長野県大町市の稲作農家の家庭に生まれる。
長野県共済農業協同組合連合会（JA長野県共済連）に勤務し、退職後に料理研究家となる。長野県長野市に在住。
長野の郷土食の紹介を行うとともに、NHK『きょうの料理』や信越放送の番組、講演会で「健康と食」についての啓発に努める。また、郷土料理の知恵を生かしたオリジナルの家庭料理や保存食も考案している。トークと人柄にはファンも多く、主婦の知恵を生かした、身近な素材と郷土食を大切にする料理、センスには定評がある。
2017年現在も、普段着や訪問着として和服を日常的に着用している。これは、日常的に着物を着用していた実母と義母から着物を受け継ぎ、「こんなに美しいきものがたくさんあるなら、もったいないから着なくちゃ」との思いからだという。
信州伝統野菜認定委員。

## 著書
- 『作って楽しむ信州の粉食』信濃毎日新聞社、2004年
- 『作って楽しむ信州の保存食』信濃毎日新聞社、2007年
- 『食べて元気になる漢方ごはん』（水嶋丈雄との共著）信濃毎日新聞社、2008年
- 『作って楽しむ信州の漬け物 増補改訂版』信濃毎日新聞社、2010年
- 『作って楽しむ四季ごはん』信濃毎日新聞社、2012年
- 『信州の知恵に学ぶ 日本一の長寿ごはん』信濃毎日新聞社、2012年
- 『日本酒で愉しむ信州の二十四節気 季節の日本酒と、酒肴百撰。』（宮坂直孝との共著）信濃毎日新聞社、2013年
- 『信州の発酵食』(小泉武夫との共著）しなのき書房、2016年
- 『健康おかず作りおき』主婦と生活社、2016年
- 『身体にやさしい信州のおやつ』（下平みさ子との共著）しなのき書房、2017年
- 『四季に寄り添い 暮らしかさねて』信濃毎日新聞社、2017年
- 『信州四季暮らし』地球丸<天然生活ブックス>、2018年
- 『横山タカ子のお漬けもの』主婦と生活社、2020年
- 『手づくり漬物 お手軽なのにきちんとおいしい』NHK出版、2020年